# ニコラ・ヴィチェンティーノ

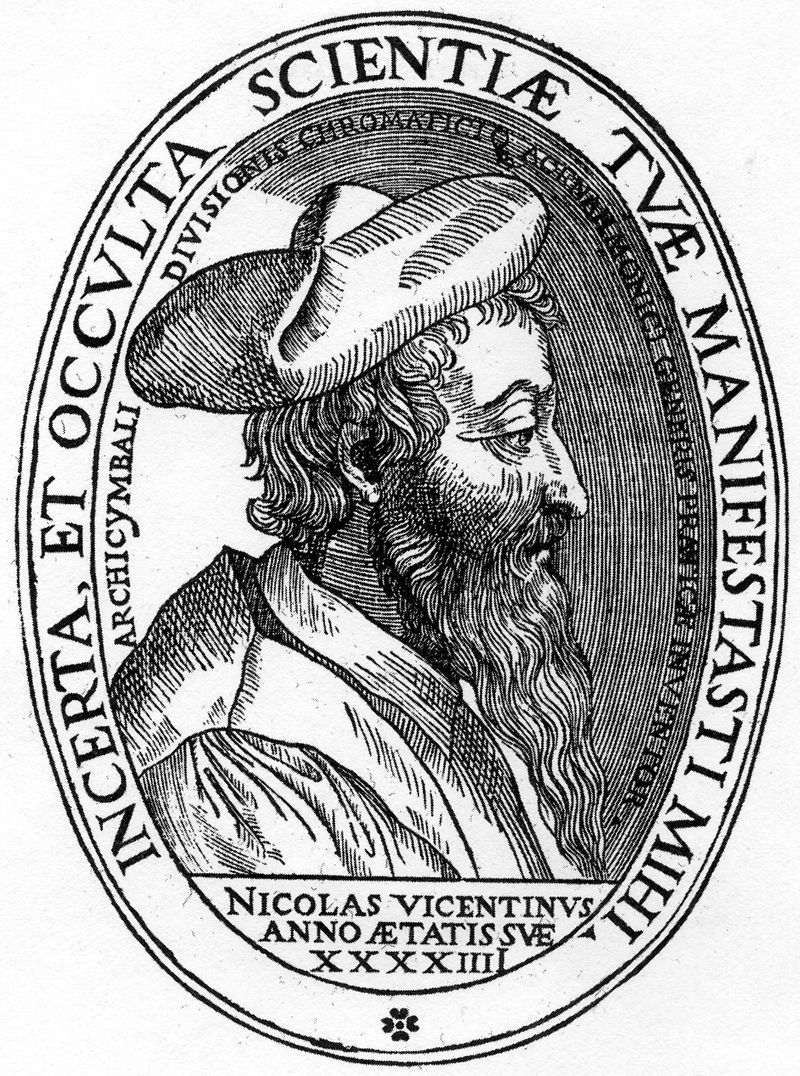
1555年に出版されたヴィチェンティーノの著書“現代の実践に適用された古代の音楽”の中の肖像。外側の円に“Incerta et occulta scientiae tuae manifestasti mihi” と、その内側により小さな文字で “Archicymbali divisionis chromaticique ac enarmonici generis praticae inventor”、そして肖像の下には “Nicolas Vicentinus anno aetatis suae XXXXIIII” とある。

ニコラ・ヴィチェンティーノ(1511 – 1575 or 1576)は、ルネサンス時代のイタリアで活躍した、音楽理論家、作曲家。微分チェンバロをはじめとした発明などから、彼は同時代の理論家の中でも、最も進歩的な人物の一人とされている。

## 生涯
彼の幼いときの事については、イタリア北部の都市ヴィチェンツァの生まれであることを除いてあまり知られていないが、その後、生まれ故郷に近い都市ベネチアで、ジローラモ・メイやジャンジョルジョ・トリッシーノなどの学者の研究によって明らかになりつつあった古代ギリシャの音楽理論や演奏実践の研究などの当代の人文主義的復興に早くから関心を抱いていたことはいくつかの資料が示すところである。なお、その期間に、アドリアン・ヴィラールトに師事していた可能性が指摘されている。
1530年代から40年代前半のある段階で彼は16世紀中頃から終わりにかけてイタリアの世俗音楽の中心地となりつつあった都市フェラーラに行ったことがわかっている。どうやら同地の貴族エステ家の、公爵とその家族に音楽教師として使えていたようであり、したがって彼自身の作品もフェラーラの宮廷で歌われていたと考えられている。
1546年に自作マドリガーレ集を出版し、作曲家として有名になっただけでなく、1551年のイタリア、ローマにて、16世紀の音楽理論における最も大きなイベントの1つである、スペイン出身の黒人音楽家ヴィセンテ・ルシアーノとのディベートに参加し、音楽理論家としての自身の名も世に広めた。古代ギリシアの音楽理論と、当代の音楽の実践との関係や応用が主な議題であった。具体的には、当代の音楽が、古代ギリシャの音楽理論でいうところのダイアトニック類のみで説明されることができる、としたルシアーノに対し、ヴィンセンティーノがダイアトニック類、クロマティック類、そして微分音程を含むエンハーモニック類の3つのテラコードによって説明されるのが最も良い方法である、と主張したのである。現代における学者同士の議論とは異なり、当時のディベートといえば、審判が決めた勝者に何らかの賞が贈られるようなもので、この時の審判はルシアーノに賞を与えたようである。数年後ヴィンセンティーノは、この時の議論を更に発展させた内容を本にして出版している。
議論は相手方に軍配が上がったものの、ヴィチェンティーノは研究と実験を続け、彼が自身の著書の中で展開した微分音の理論を実践できる微分チェンバロを制作、その中で唯一現存するものが、ボローニャの国際音楽博物館&図書館に展示されている1609年制作の「Clavemusicum Omnitonum Modulis Diatonicis Cromaticis et Enearmonicis」である。1オクターブに31の鍵盤を有するこの楽器は、ベネチアでビト・トラスンティーノの手で造られた。
ローマでの短期間の滞在の後、フェラーラに戻ったヴィチェンティーノはシエーナに移った。更に、1563年には生まれ故郷のヴィチェンツァにある教会のmaestro di cappellaに就任、しかしこれも短期に終わり、今度はミラノで新たな地位を得ている。その後、1575〜76年のペストの流行中に同地で亡くなった。亡くなった日の詳細の日付は不明である。

## 音楽作品と著書

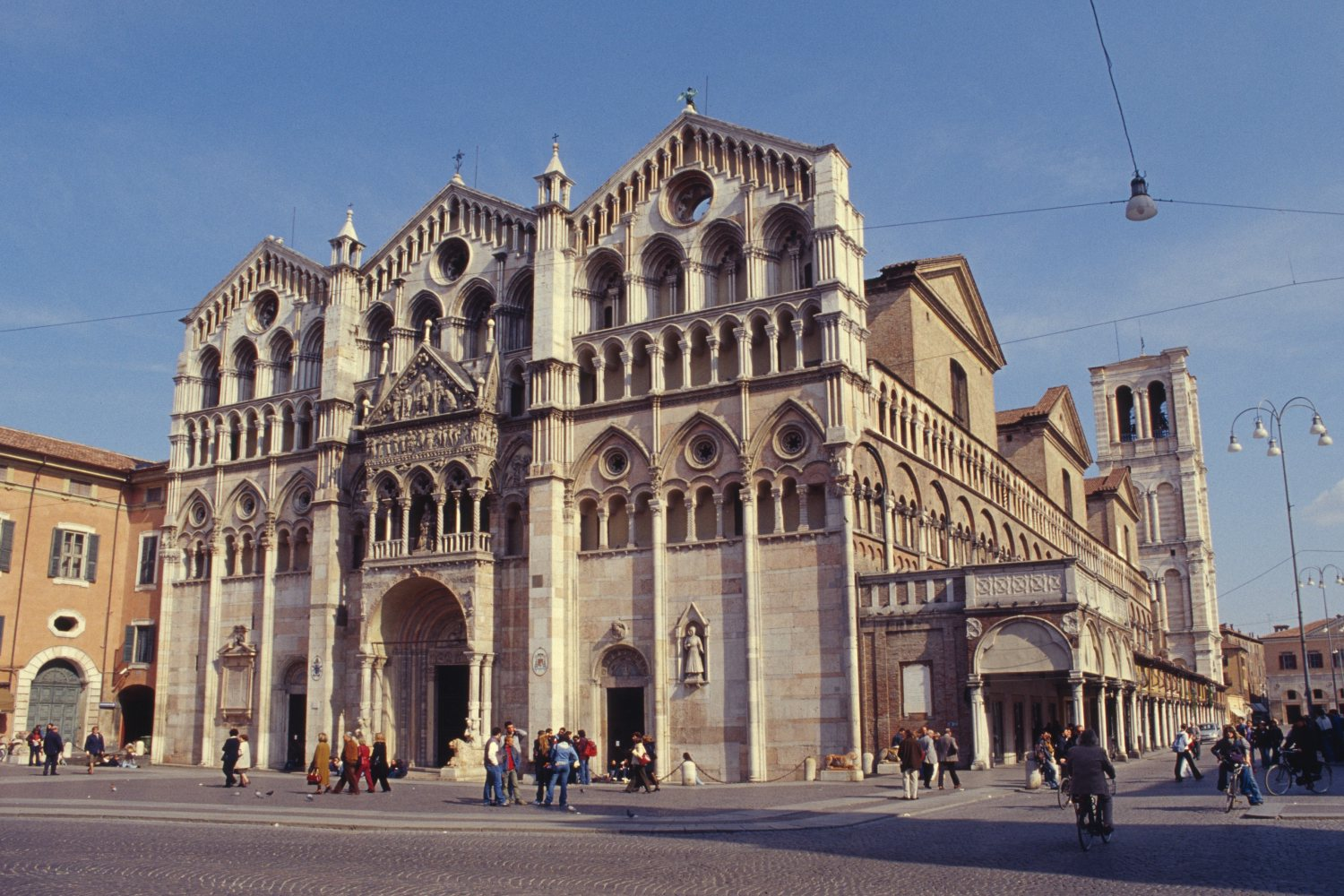
フェラーラ大聖堂の現在の姿。フェラーラは16世紀後半における半音階的表現の中心部であった。

ヴィチェンティーノは二巻のマドリガーレとモテット集を出版した作曲家でもあったが、むしろ彼は、当時から極めて進歩的な音楽理論家として認知されていた。
1550年代のイタリアでは、musica reservata と言われる運動や、当時盛んに行われるようになった、旋法などに関する古代ギリシャの音楽の研究などによって、半音階的表現への関心が高まっていた。チプリアーノ・デ・ローレや、オルランド・デ・ラッススをはじめとする当時の音楽家たちはもはや半音階的音程・音高を何らかの形で調整していく体系的な方法なしには正しいイントネーションで歌うことが不可能な作品を残しており、ヴィンセンティーノをはじめとする理論家たちがこの問題を非難した。
1555年に出版された彼の最大の著書、「L'antica musica ridotta alla moderna prattica」(現代の実践に適用された古代の音楽) は古代ギリシャの音楽理論とその実践とがどのように当代の音楽と関連しているのかを述べている。この中でヴィンセンティーノは、4年前のヴィセンテ・ルシアーノとのディベートで話題に上がった様々な考えを発展させ、ルシアーノに反論している。その反論にルシアーノ自身がどのように反応したのかは知られていないが、この著書が次の20年間にフェラーラで活躍したルッツァスコ・ルッツァスキや、カルロ・ジェズアルドといったマドリガーレ作曲家たちに影響を与えたのは確かである。
また、同著で彼は音量の変化をひとつの音楽的表現として述べているのだが、これは同世代の理論家の著述には見られない独自の発想であり、おそらくこれが音量による表現に関する最も古い記述である。声の強さは歌われている歌詞とパッサージを尊重して決められなければならない、というのが彼の主張である。

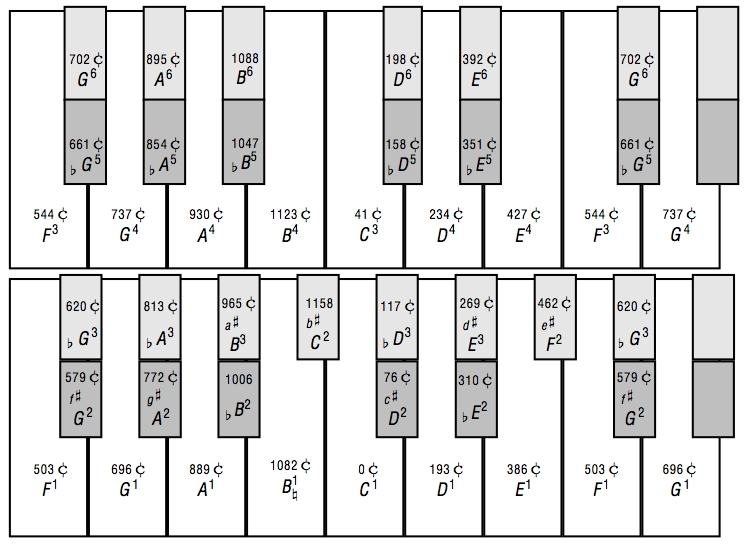
ヴィンセンティーノの微分チェンバロの鍵盤

ヴィンセンティーノの最も有名な発明は微分チェンバロである。 この楽器を用いることで、特に同時代に多く書かれた半音階的な楽曲を鍵盤でも比較的純正に近いハーモニーで演奏することができる。後に彼は、同じシステムをオルガンにも応用させた。 これらの楽器は、決してヨーロッパ世界で広く使われるようになったわけではないが、すべての調を中全音律で弾くことができるという特長を持っており、長三度と短三度が純正でない12平均律に対して、1オクターブを31等分するヴィンセンティーノの調律法では、ウルフに近い五度が残るものの、長短三度やその他の音程を程よいイントネーションで奏でることができる。